# Topolino e il segreto del castello
Topolino e il segreto del castello è una storia a fumetti realizzata da Bruno Concina e dal disegnatore Giorgio Cavazzano; venne pubblicata su Topolino nel 1985 e fu il primo esempio al mondo di storia a bivi a fumetti. Successivamente vennero realizzate una decina di storie a bivi sempre scritte da Concina.
La storia nacque su imitazione della serie statunitense di libri per ragazzi Choose Your Own Adventure, che aveva riscosso molto successo negli anni ottanta e che Concina aveva scoperto nel 1984 grazie alla sua attività di traduzione di pubblicazioni della Bantam Books.

## Storia editoriale
La storia venne pubblicata in Italia nel 1985 dalla Mondadori su Topolino; venne successivamente ristampata in Italia e all'estero. Precedentemente, Concina aveva scritto un romanzo a bivi rimasto inedito intitolato Il segreto del castello, che aveva ben trentatré finali. Quando iniziò a lavorare per la Disney, se ne ispirò per scrivere l'omonimo fumetto, ma ridusse il numero di finali a sei.

## Trama
La trama è congegnata in modo che, a seconda delle scelte condotte dal lettore, si possa arrivare a uno dei sei diversi finali.
La storia comincia quando Minni e Clarabella, di ritorno da una sfilata di moda, si ritrovano a notte inoltrata sotto la pioggia. Quando d'un tratto sentono dei suoni lugubri provenire da un castello abbandonato a cui stanno passando accanto, prese dallo spavento, decidono di avvertire dell'accaduto Topolino e Pippo, che si mettono a indagare per scoprire quale sia stata la causa del frastuono, ma viene lasciata al lettore la possibilità di scegliere al posto dei due se aspettare il giorno successivo per il loro sopralluogo o no. Da quel punto in poi, ovviamente, non si può più individuare una trama unica, poiché essa si dirama in più versioni ed è il lettore a scegliere di volta in volta quale leggere.